# 윤호병 (문학자)
윤호병(1948년~)은 문학자이자 평론가로 시와시학상, 한국예술발전상, 편운문학상을 받은 사람이다. 세례명은 빈센치오이고, 시인이기도 하다.